# Баба Нюся
Вікторія Петрівна Ільчук, більш відома як Баба Нюся (нар. 4 вересня 1992, с. Оброшине, Україна) — українська блогерка.
Ільчук закінчила Львівський політехнічний інститут за фахом «Облік і аудит».
У коротких відео проста українка Баба Нюся з гумором розмірковує про життя як воно є. Для цього їй знадобився Snapchat з маскою, що старить людину, і бабусин одяг.
За версією журналу «Фокус» входить до списку «Топ-50 блогерів України» (2021).
Станом на квітень 2021 року, Instagram блогерки налічує 163 тисячі підписників.